# Pablo Blanco (montador de cine)
Pablo Blanco (19??) es un montador de cine español. Ha recibido en tres ocasiones (1997, 2011 y 2013) el Premio Goya al mejor montaje por las películas Airbag, No habrá paz para los malvados y Las brujas de Zugarramurdi. También ha sido nominado a este premio por las películas Acción mutante y La madre muerta.
También ha trabajado de montador de sonido en las películas Acta General de Chile (1986), El sueño del mono loco (1989) y Yo soy esa (1990).

## Premios y nominaciones
Medallas del Círculo de Escritores Cinematográficos
| Año  | Categoría     | Película                       | Resultado |
| ---- | ------------- | ------------------------------ | --------- |
| 2011 | Mejor montaje | No habrá paz para los malvados | Ganador   |
| 2013 | Mejor montaje | Las brujas de Zugarramurdi     | Nominado  |